# 1984년 동계 올림픽 뉴질랜드 선수단
1984년 동계 올림픽 뉴질랜드 선수단은 유고슬라비아 사라예보에서 개최된 1984년 동계 올림픽에 참가한 올림픽 뉴질랜드 선수단이다.

## 알파인 스키

### 남자부
- 브루스 그랜트
- 마커스 허브리치
- 매티아스 허브리치
- 사이먼 라일 위 루텐

### 여자부
- 크리스틴 그랜트
- 케이트 레트레이

## 참조
- 올림픽 공식 리포트보관됨 2011-11-26 - 웨이백 머신 (PDF 파일)